# Mestre Eckhart
Eckhart de Hochheim, O.P. (Tambach, Turíngia, 1260 – Colônia, 1328), mais conhecido como Mestre Eckhart (em alemão: Meister Eckhart), em reconhecimento aos títulos acadêmicos obtidos durante sua estadia na Universidade de Paris, foi um frade dominicano, reconhecido por sua obra como teólogo e filósofo e por seu misticismo. Ele é considerado como um dos grandes símbolos do espírito intelectual da Idade Média.
Eckhart ganhou destaque durante o Papado de Avignon, em um momento de tensões crescentes entre as ordens monásticas, o clero diocesano, a Ordem Franciscana e a Ordem Dominicana de Eckhart. Mais tarde, foi acusado de heresia e levado à Inquisição local, liderada pelos franciscanos, e julgado como herege pelo papa João XXII com a bula In Agro Dominico de 27 de março de 1329. Ele parece ter morrido antes de seu veredicto ser recebido.
Ele era bem conhecido por seu trabalho com grupos leigos piedosos como os Amigos de Deus e foi sucedido por seus discípulos mais circunspectos Johannes Tauler e Henry Suso, que mais tarde foi beatificado. Desde o século 19, ele tem recebido atenção renovada. Ele adquiriu um status como um grande místico dentro da espiritualidade popular contemporânea, bem como um interesse considerável de estudiosos que o situam dentro da tradição escolástica e filosófica medieval.

## Carreira
Provavelmente por volta de 1278 Eckhart juntou-se ao convento dominicano de Erfurt, quando tinha cerca de dezoito anos. Supõe-se que ele estudou em Colônia antes de 1280. Ele também pode ter estudado na Universidade de Paris, antes ou depois de seu tempo em Colônia.
A primeira evidência sólida que temos de sua vida é quando, em 18 de abril de 1294, como um baccalaureus (conferencista) sobre as Sentenças de Pedro Lombardo, um cargo para o qual ele presumivelmente havia sido nomeado em 1293, ele pregou o Sermão da Páscoa (o Sermo Paschalis) no convento dominicano de St. Jacques, em Paris. No final de 1294, Eckhart foi feito Prior em Erfurt e Provincial Dominicano da Turíngia, na Alemanha. Sua primeira obra vernacular, Reden der Unterweisung (As Conversas de Instruções/Conselhos sobre o Discernimento), uma série de palestras proferidas aos noviços dominicanos, data dessa época (c. 1295–1298). Em 1302, ele foi enviado a Paris para assumir a cadeira externa dominicana de teologia. Lá permaneceu até 1303. As curtas Perguntas Parisienses datam dessa época.
No final de 1303, Eckhart retornou a Erfurt e recebeu o cargo de superior provincial para a Saxônia, uma província que chegava na época dos Países Baixos à Livônia. Com isso, foi responsável por quarenta e sete conventos na região. As queixas feitas contra o superior provincial de Teutônia e ele no capítulo geral dominicano realizado em Paris em 1306, sobre irregularidades entre os ternários, devem ter sido triviais, porque o general, Aymeric de Piacenza, nomeou-o no ano seguinte como seu vigário-geral para a Boêmia, com pleno poder para colocar em ordem os mosteiros desmoralizados lá. Eckhart foi provincial da Saxônia até 1311, período em que fundou três conventos para mulheres lá.
Em 14 de maio de 1311, Eckhart foi nomeado pelo capítulo geral realizado em Nápoles como professor em Paris. Ser convidado de volta a Paris para uma segunda temporada como magister foi um privilégio raro, anteriormente concedido apenas a Tomás de Aquino. Eckhart permaneceu em Paris por dois anos acadêmicos, até o verão de 1313, vivendo na mesma casa que o inquisidor Guilherme de Paris.
Segue-se um longo período do qual se sabe apenas que passou parte do tempo em Estrasburgo. Não está claro que cargo específico ele ocupou lá: ele parece ter se preocupado principalmente com a direção espiritual e com a pregação em conventos de dominicanos.
Uma passagem de uma crônica do ano de 1320, existente em manuscrito (cf. Wilhelm Preger, i. 352-399), fala de um Eckhart anterior em Frankfurt que era suspeito de heresia, e alguns historiadores ligaram isso a Meister Eckhart.

## Acusação de heresia
No final de 1323 ou início de 1324, Eckhart deixou Estrasburgo para a casa dominicana em Colônia. Não está claro exatamente o que ele fez lá, embora parte de seu tempo possa ter sido gasto ensinando no prestigiado Studium na cidade. Eckhart também continuou a pregar, abordando seus sermões durante um período de desordem entre o clero e as ordens monásticas, o rápido crescimento de numerosos grupos leigos piedosos e as preocupações contínuas da Inquisição sobre os movimentos heréticos em toda a Europa.
Parece que algumas das autoridades dominicanas já tinham preocupações com os ensinamentos de Eckhart. O Capítulo Geral Dominicano, realizado em Veneza na primavera de 1325, havia se manifestado contra "os frades em Teutônia que dizem coisas em seus sermões que podem facilmente levar pessoas simples e incultas ao erro". Essa preocupação (ou talvez preocupações do arcebispo de Colônia, Henrique de Virneburg) pode ter sido a razão pela qual Nicolau de Estrasburgo, a quem o papa havia dado o encargo temporário dos conventos dominicanos na Alemanha em 1325, conduziu uma investigação sobre a ortodoxia de Eckhart. Nicolau apresentou uma lista de passagens suspeitas do Livro da Consolação a Eckhart, que respondeu em algum momento entre agosto de 1325 e janeiro de 1326 com o tratado Requisitus, agora perdido, que convenceu seus superiores imediatos de sua ortodoxia. Apesar dessa garantia, no entanto, o arcebispo em 1326 ordenou um julgamento inquisitorial. Neste ponto, Eckhart emitiu um Documento Vindicativo, fornecendo capítulo e verso do que lhe foi ensinado.
Ao longo dos meses difíceis do final de 1326, Eckhart teve o total apoio das autoridades dominicanas locais, como ficou evidente nos três protestos oficiais de Nicolau de Estrasburgo contra as ações dos inquisidores em janeiro de 1327. Em 13 de fevereiro de 1327, antes que os inquisidores do arcebispo pronunciassem sua sentença sobre Eckhart, Eckhart pregou um sermão na igreja dominicana em Colônia, e então fez seu secretário ler um protesto público de sua inocência. Ele afirmou em seu protesto que sempre detestou tudo errado, e se algo do tipo fosse encontrado em seus escritos, ele agora se retrata. O próprio Eckhart traduziu o texto para o alemão, para que seu público, o público vernáculo, pudesse compreendê-lo. O veredicto, então, parece ter ido contra Eckhart. Eckhart negou competência e autoridade aos inquisidores e ao arcebispo, e apelou ao Papa contra o veredicto. Ele então, na primavera de 1327, partiu para Avinhão.
Em Avignon, o papa João XXII parece ter criado dois tribunais para investigar o caso, um de teólogos e outro de cardeais. As provas deste processo são escassas. No entanto, sabe-se que as comissões reduziram os 150 artigos suspeitos para 28; o documento conhecido como Votum Avenionense dá, de forma escolástica, os vinte e oito artigos, a defesa de Eckhart de cada um e a refutação dos comissários. Em 30 de abril de 1328, o papa escreveu ao arcebispo Henrique de Virneburg que o caso contra Eckhart estava avançando, mas acrescentou que Eckhart já havia morrido (a erudição moderna sugere que ele pode ter morrido em 28 de janeiro de 1328). A comissão papal acabou confirmando (embora de forma modificada) a decisão da comissão de Colônia contra Eckhart.
O Papa João XXII emitiu uma bula (In agro dominico), de 27 de março de 1329, na qual uma série de declarações de Eckhart é caracterizada como herética, outra como suspeita de heresia. No final, afirma-se que Eckhart se retratou antes de sua morte de tudo o que havia ensinado falsamente, sujeitando-se e seus escritos à decisão da Sé Apostólica. É possível que a decisão incomum do Papa de emitir a bula, apesar da morte de Eckhart (e do fato de que Eckhart não estava sendo pessoalmente condenado como herege), foi devido ao medo do papa do crescente problema da heresia mística, e pressão de seu aliado Henrique de Virneburg para levar o caso a uma conclusão definitiva.

## Reabilitação
O status de Eckhart na Igreja Católica contemporânea tem sido incerto. A Ordem Dominicana pressionou na última década do século 20 por sua plena reabilitação e confirmação de sua ortodoxia teológica. O papa João Paulo II expressou opinião favorável sobre essa iniciativa, chegando a citar os escritos de Eckhart, mas o resultado ficou restrito aos corredores do Vaticano. Na primavera de 2010, foi revelado que houve uma resposta do Vaticano em uma carta datada de 1992. Timothy Radcliffe, então Mestre dos Dominicanos e destinatário da carta, resumiu o conteúdo da seguinte forma:
Tentamos que a censura fosse levantada sobre Eckhart ... e foram informados de que realmente não havia necessidade, já que ele nunca havia sido condenado pelo nome, apenas algumas proposições que ele deveria ter defendido, e por isso somos perfeitamente livres para dizer que ele é um teólogo bom e ortodoxo. 
O professor Winfried Trusen de Würzburg, correspondente de Radcliffe, escreveu em defesa de Eckhart ao cardeal Ratzinger (mais tarde Papa Bento XVI), afirmando:
Apenas 28 proposições foram censuradas, mas foram retiradas de seu contexto e impossíveis de verificar, já que não havia manuscritos em Avignon. 

## Publicações

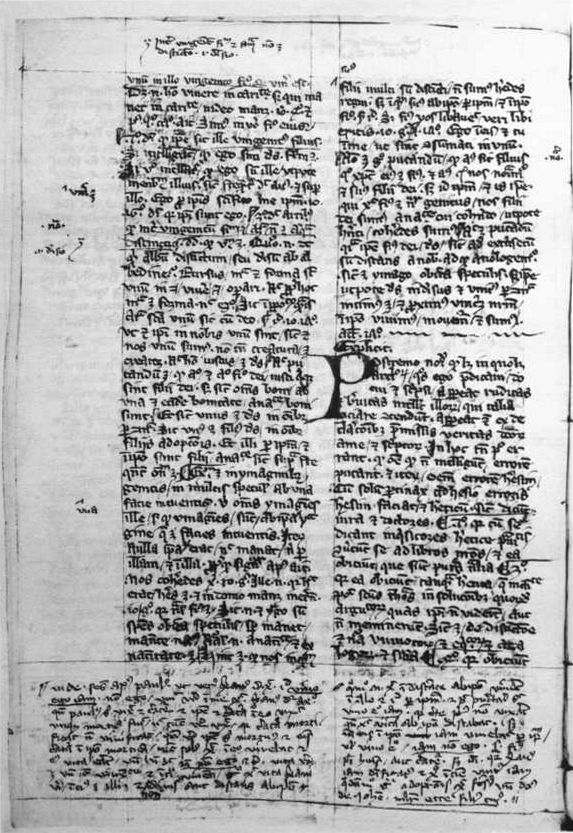
Manuscrito Soest, Stadtarchiv und Wissenschaftliche Stadtbibliothek, Codex Nr. 33, folium 57 verso, a–b

A publicação da edição crítica moderna das obras alemãs e latinas de Eckhart começou em 1936 e foi concluída em abril de 2022.

### Obras latinas
Uma dificuldade com os escritos latinos de Eckhart é que eles representam claramente apenas uma pequena parte do que ele planejava escrever. Eckhart descreve seus planos de escrever um vasto Opus Tripartitum (Obra em Três Partes). Infelizmente, tudo o que existe hoje da primeira parte, o Trabalho de Proposições, é o Prólogo ilustrando a primeira proposição (com Eckhart pretendendo que apenas a primeira parte consista em mais de mil proposições). A segunda parte, chamada de Trabalho de Perguntas, não existe mais. A terceira parte, a Obra de Comentários, é a principal obra latina sobrevivente de Eckhart, consistindo de um Prólogo, seis comentários e cinquenta e seis sermões. Costumava-se pensar que este trabalho foi iniciado enquanto Eckhart estava em Paris entre 1311 e 1313; No entanto, descobertas recentes de manuscritos significam que muito do que sobrevive deve ser datado antes de 1310.
As obras latinas sobreviventes são, portanto:
- The early Quaestiones Parisiensis (Questões Parisienses).[26]
- Prologus generalis in Opus tripartitium (Prólogo Geral da Obra em Três Partes).[27]
- Prologus in Opus propositionum (Prólogo da Obra das Proposições).[28]
- Prologus in Opus expositionum (Prólogo da Obra dos Comentários).[29]
- Expositio Libri Genesis (Comentário ao Livro de Gênesis).[30]
- Liber Parabolorum Genesis (Livro das Parábolas do Gênesis).[31]
- Expositio Libri Exodi (Comentário ao Livro do Êxodo).[32]
- Expositio Libri Sapientiae (Comentário ao Livro da Sabedoria).[33]
- Sermones et Lectiones super Ecclesiastici c.24:23–31 (Sermões e Palestras sobre o vigésimo quarto capítulo de Eclesiástico).[34]
- Fragmentos do Commentary on the Song of Songs
- Expositio sancti Evangelii secundum Iohannem (Comentário sobre João)[35]
- Vários sermões, incluindo alguns preservados na coleção Paradisus anime intelligentis (Paraíso da Alma Inteligente/Paraíso da Alma Intelectual).
- .[36][37]
- Um breve tratado sobre o Pai Nosso, em grande parte uma antologia retirada de autoridades anteriores.
- A Defense.[38]
- Embora não sejam compostos por Eckhart, também são relevantes os materiais de arquivo do Vaticano relativos ao julgamento de Eckhart, a Votum theologicum (ou Opinião) da comissão de Avignon que investigou Eckhart e a bula In agro dominico.

### Obras vernaculares
As questões relativas à autenticidade dos textos do Alto Alemão Médio atribuídos a Eckhart são muito maiores do que para os textos latinos. Os problemas envolvem não apenas se um determinado sermão ou tratado deve ser julgado autêntico ou pseudônimo, mas também, dado o grande número de manuscritos e a condição fragmentária de muitos deles, se é mesmo possível estabelecer o texto para algumas das peças aceitas como genuínas. Os sermões de Eckhart são versões escritas por outros a partir da memória ou de notas, o que significa que a possibilidade de erro era muito maior do que para os tratados latinos cuidadosamente escritos.
A edição crítica das obras de Eckhart tradicionalmente aceitava 86 sermões como genuínos, com base na pesquisa feita por seu editor Josef Quint (1898-1976) durante o século 20. Destes, os Sermões 1–16b são provados autênticos por citação direta na Defesa. Os sermões 17–24 têm afinidades textuais tão próximas com sermões latinos reconhecidos como genuínos que são aceitos. Os sermões 25–86 são mais difíceis de verificar, e os julgamentos foram feitos com base no estilo e no conteúdo. Georg Steer assumiu a editoria em 1983. Entre 2003 e 2016, a edição crítica sob Georg Steer acrescentou mais 30 sermões vernáculos (nºs 87 a 117) nos volumes 4.1 e 4.2. Como existem seis sermões em uma versão A e B (5a-b, 13-13a, 16a-b, 20a-b, 36a-b e 54a-b) o total final de sermões vernáculos é 123 (numerados consecutivamente de 1 a 117).
Quando Franz Pfeiffer publicou sua edição das obras de Eckhart em 1857, ele incluiu dezessete tratados vernáculos que ele considerou terem sido escritos por Eckhart. A erudição moderna é muito mais cautelosa, no entanto, e a edição crítica aceita apenas quatro dos tratados vernáculos de Eckhart como genuínos:
- O mais longo deles, o Reden der Unterweisung (Conselhos sobre Discernimento/Discursos sobre Instrução/Palestras de Instrução),[45] é provavelmente a primeira obra sobrevivente de Eckhart, um conjunto de instruções espirituais que ele deu aos jovens dominicanos na década de 1290. Era claramente uma obra popular, com cinquenta e um manuscritos conhecidos.[46]
- Um segundo tratado vernáculo, o Liber Benedictus (Livro "Benedictus"), na verdade consiste em dois tratados relacionados, em primeiro lugar, Daz buoch der götlîchen trœstunge (O Livro da Consolação Divina),[47] e, em segundo lugar, um sermão intitulado Von dem edeln menschen (Do Fidalgo).[48]
- O último tratado vernáculo aceito como genuíno pela edição crítica intitula-se Von Abgescheidenheit (Sobre o desapego).[49] No entanto, este tratado geralmente não é pensado para ser escrito por Eckhart.[50]

### Traduções em português
- ECKHART, Mestre (2006). Sermões alemães 1. Brasil: Editora Vozes. 366 páginas. ISBN 9788532633170
- ECKHART, Mestre (2008). Sermões alemães 2. Brasil: Editora Vozes. 296 páginas. ISBN 9788532636133
- ECKHART, Mestre (2016). Conselhos espirituais. Brasil: Editora Vozes. 72 páginas. ISBN 9788532652058
- ECKHART, Mestre (2016). A nobreza da alma humana. Brasil: Editora Vozes. 104 páginas. ISBN 9788532652249
- ECKHART, Mestre (2016). O livro da divina consolação. Brasil: Editora Vozes. 52 páginas. ISBN 9788532652065